# Роль (фильм, 2013)
«Роль» — фильм 2013 года режиссёра Константина Лопушанского . Производством картины занималась кинокомпания Proline Film. При участии киностудий «Ленфильм» и «Беларусьфильм», а также студий BUFO (Финляндия) и SIGMA (Германия), при поддержке Министерства культуры РФ, Министерства культуры Республики Беларусь, а также фонда Eurimages.
Фильм принимал участие в конкурсной программе 35-го Московского международного кинофестиваля и в дальнейшем получил ряд кинопремий.

## Сюжет
История начинается в 1919 году в Сибири. Молодой провинциальный актёр Николай Евлахов кочует с частями белой армии от станции к станции, пытаясь спастись от красных. На станции Рытва красным удается захватить поезд, в котором находится Евлахов. Принято решение расстрелять белых офицеров. Чтобы отделить военных от гражданских, командир красных Плотников идет вдоль строя, единолично определяя, кому жить, а кому нет. В Евлахове он угадывает человека, похожего на него самого.
Внезапно конница белых прорывается к станции и начинается жестокий бой. Плотников погибает, а пленные разбегаются, среди них и Евлахов. Будучи воспитан в эстетике символизма и теории, что высшая форма актёрства — это актёрство в «декорациях» реальной жизни, он расценивает все произошедшее с ним, как уникальный шанс совершить немыслимый подвиг искусства, на который только способен актёр. Евлахов начинает собирать материалы о Плотникове, известном в Сибири командире красных. Тщательно продумав легенду своего воскрешения, Евлахов с помощью контрабандистов переходит границу с Финляндией, куда он эмигрировал после Гражданской войны. С этой минуты он становится Плотниковым.
Его актёрский дар позволил убедить всех, даже близко знавших Плотникова друзей в том, что перед ними выживший после страшного ранения и частично потерявший память легендарный сибирский краском (красный командир). Шаг за шагом, все более и более погружаясь в мир своего героя, Евлахов начинает воспринимать эту новую жизнь как свою собственную. Он играет пьесу чужой жизни до конца. Финал, неизбежный и трагический, наступает очень скоро.

## В ролях
- Максим Суханов — Николай Павлович Евлахов / Игнат Васильевич Плотников
- Мария Ярвенхельми — Амалия Андреевна
- Анастасия Шевелева — Ольга Васильевна
- Дмитрий Сутырин — Алексей Гаврилович Спиридонов
- Леонид Мозговой — Ухов, бывший журналист
- Юрий Ицков — Валерьян Семёнович Одинцов, контрабандист
- Анна Геллер — жена Спиридонова
- Борис Каморзин — Григорий
- Наталья Парашкина — Зинка
- Сергей Мардарь — Китель
- Эрик Кения — Френч
- Дмитрий Кочкин — посыльный
- Игорь Головин — начальник уголовного розыска
- Василий Реутов — офицер из поезда
- Элли Нарья — Марта, прислуга
- Александр Куйкка — доктор Шофманн
- Полина Красавина — поклонница Евлахова
- Ольга Калмыкова — Маша, домработница Спиридоновых
- Анатолий Худолеев — служащий архива

## Съёмочная группа
- Режиссёр-постановщик — Константин Лопушанский
- Авторы сценария — Константин Лопушанский, Павел Финн
- Оператор-постановщик — Дмитрий Масс
- Художник-постановщик — Елена Жукова
- Композитор — Андрей Сигле
- Художник по костюмам — Тамара Сеферян
- Художник по гриму — Наталья Крымская
- Подбор актеров — Александра Колонистова
- Звукорежиссёр — Александр Волков
- Режиссёр монтажа — Сергей Обухов
- Продюсер — Андрей Сигле

## Награды
Фильм получил премию «Ника» за лучшую сценарную работу (Павел Финн и Константин Лопушанский). Максим Суханов был номинирован на премию «Ника» за лучшую мужскую роль, выиграл приз II кинофестиваля «Угра» в аналогичной номинации.
На XXII кинофестивале «Виват кино России!» (Санкт-Петербург) фильм получил Гран при фестиваля и приз за лучший сценарий.